# Carrick (Fuhrwerk)

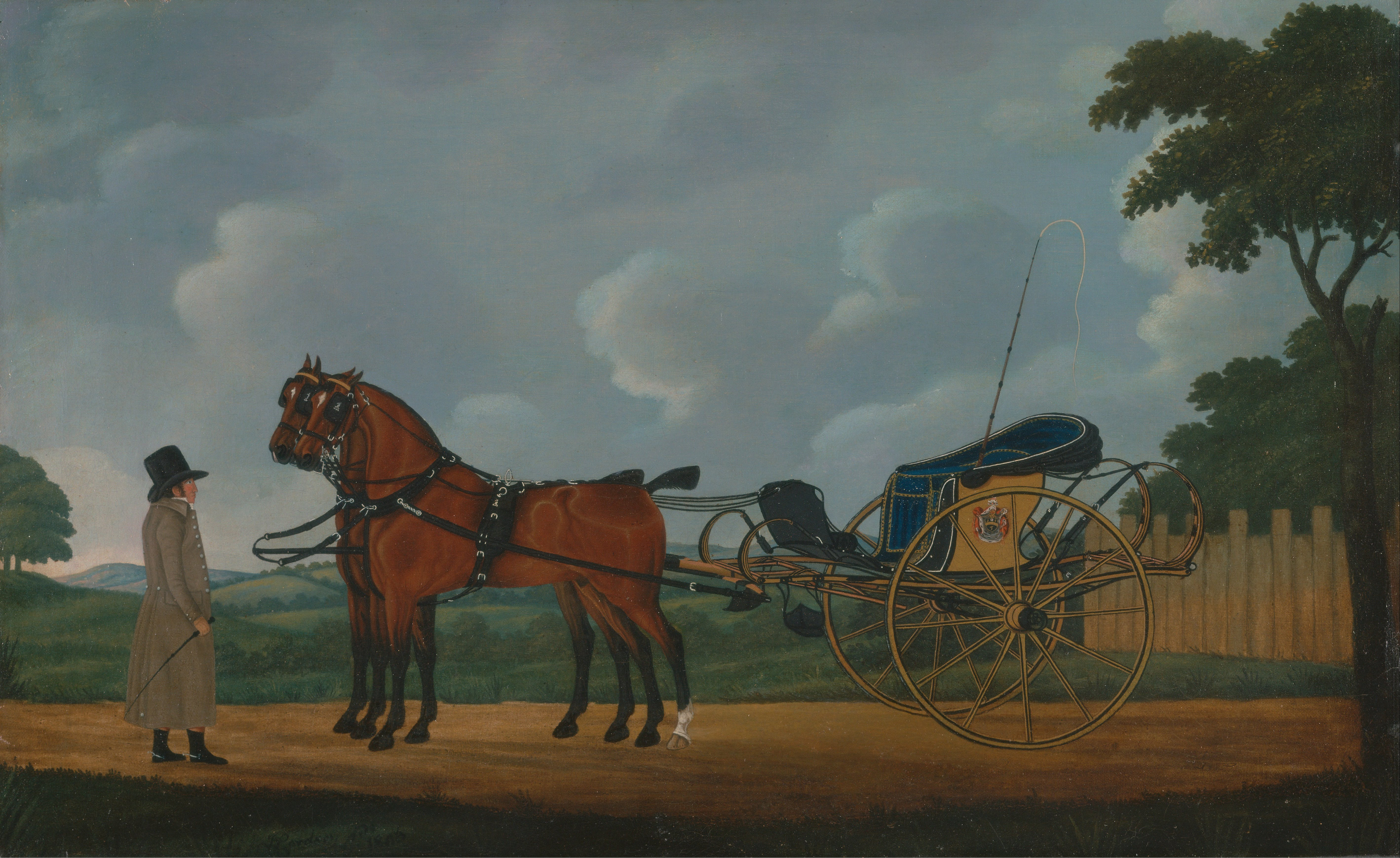
Ein Carrick in einem Gemälde von John Cordrey

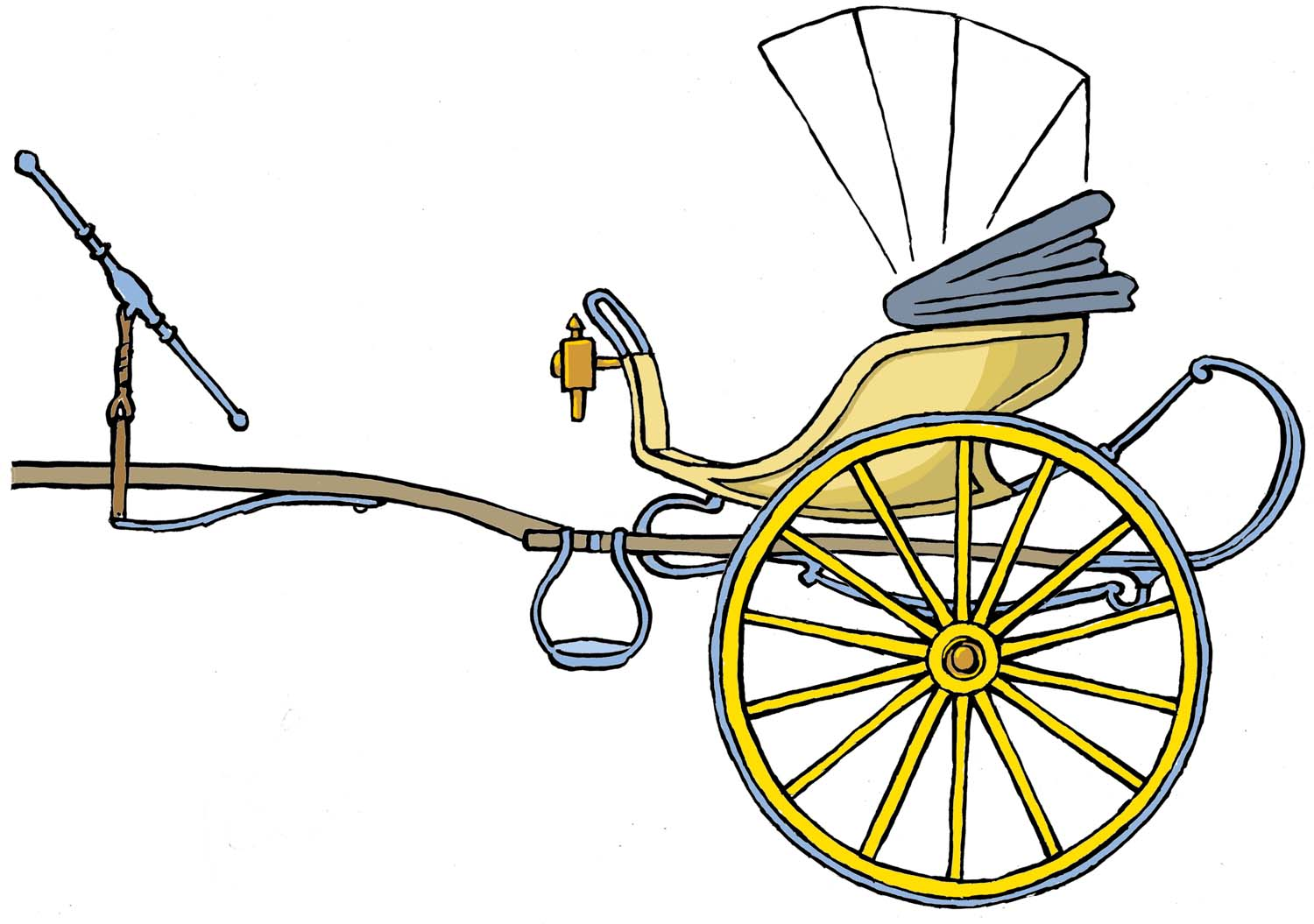
Carrick

Carrick, Carrik oder Curricle ist der Name einer Kutsche, die zu Beginn des 18. Jahrhunderts beliebt war.
Carricks sind zweirädrig und werden zweispännig gefahren. Sie wirken sehr elegant, wurden aber bald von anderen Kutschenarten wie Cabriolet oder Phaeton abgelöst, weil sie höchst unfallträchtig waren.